# Josef Tietz

Josef Tietz

Josef Tietz, auch Joseph Tietz, eigentlich Joseph Jacob Brandstätter, (2. Februar 1830 in München – 27. August 1906 in Leipzig) war ein deutscher Theaterschauspieler.
Tietz, der nie dramatischen Unterricht genossen hatte, bildete sich praktisch selber an verschiedenen kleinen Bühnen aus. Kaum 16 Jahre alt, kam er ins Engagement nach Reval, sodann nach Altona, wirkte von 1849 bis 1860 in Königsberg, Augsburg, Riga, Innsbruck etc. und verpflichtete sich 1860 ans Victoria-Theater in Berlin, wo er bis 1870 verblieb. Danach war er bis zu seiner Pensionierung 1889 am Leipziger Stadttheater.
Tietz vertrat das Fach des Charakterkomiker und fand sowohl in der Klassik wie im modernen Stück wirkungsvolle Verwendung. Sein Repertoire war äußerst umfangreich. Zu seinen beliebtesten und erfolgreichsten Rollen gehörten Nansen, Spiegelberg, Zettel, Schumrich, Schmock, Dr. Wespe, Stritzow etc. In all diesen Rollen erwies er stets den verständigen, sicher charakterisierenden Darsteller von schauspielerischem Geschmack und Takt, und erfreute man sich an seinen Leistungen voll warmblütigen Lebens und wirkungsvollster Nuancierung. Tietz hatte seinen Alterswohnsitz in Leipzig aufgeschlagen, wo er auch am 27. August 1906 starb.
Tietz’ Vater war der Theaterdirektor und Schriftsteller Friedrich Tietz (1803–1879).